# الأكاديمية العربية الدولية
الأكاديمية العربية الدولية، (بالإنجليزية: Arab International Academy)‏ هي مدرسة دولية أُنشئت في الدوحة العاصمة القطرية وذلك في العام 2016. وهي تتبنى برنامج البكالوريا الدولية (بالإنجليزية: International Baccalaureate)‏ وذلك لجميع مراحل الدراسة؛ ابتداءً من الروضة، وانتهاءً بالثانوية. يرأس مجلس أمنائها الشيخ عبد الله بن علي بن سعود آل ثاني، المستشار في الديوان الأميري القطري.

## المناهج الدراسية
تعتمد الأكاديمية العربية الدولية المنهج الدولي في التعليم، وهي حاصلة على الاعتماد الدولي في برنامج البكالوريا الدولية وهو برنامج اختياري لطلابها، وتحرص على تطبيق معايير دولة قطر، ومعايير عالمية مثل (بالإنجليزية: The Common Core State Standards)‏ و(بالإنجليزية: The American Education Reaches Out)‏. كما تعمل الأكاديمية على التركيز على اللغتين العربية والإنجليزية في كل المراحل، كما تتيح لهم إمكانية تعلّم اللغة الفرنسية كلغة إضافية.

## البرامج
بما يتعلّق ببرامج الأكايمية العربية الدولية، فهي تطبّق برنامج البكالوريا الدولية، ففي مرحلة الروضة، تسترشد المدرسة ببرنامجين دوليين هما برنامج "High Scope" والذي يعتمد على التعليم من خلال التجربة والاستكشاف، وبرنامج "Reggio Emelia" والذي يركّز على الأهمية التربوية للمجتمع. أما في مرحلة الابتدائية والمتوسطة والثانوية، فهي أيضاً تطبّق برنامج البكالوريا الدولية.

## المرافق
تحوي الأكاديمية على العديد من المرافق، والتي تشمل الملاعب الرياضية، والمختبرات العلميّة، ومختبر التكنولوجيا والروبوتات (بالإنجليزية: Robotics)‏، والمكتبات، وأستوديوهات للموسيقى والفنون، وعيادة طبيّة.

## الأنشطة
تتيح الأكاديمية لطلبتها العديد من الأنشطة الفنيّة والعلميّة والرياضيّة. كما تحاول ربط الطلاب بخدمة مجتمعهم المحلّي والبيئة المحيطة بهم. حيثُ تُعتبر خدمة المجتمع شرطاً في حصول الطالب على دبلوم البكالوريا الدولية.